# 콴티코
《콴티코》(영어: Quantico)는 2015년 9월 27일부터 2018년 8월 3일까지 방영된 드라마이다.

## 캐스트
- 프리양카 초프라 - 알렉스 패리쉬
- 조시 홉킨스 - 리암 오코너
- 제이크 맥래프린 - 라이언 부스
- 언자뉴 엘리스 - 미란다 쇼
- 야스민 알마스리 - 니마/라인 아민
- 조해나 브래디 - 셸비 와이어트
- 테이트 엘링턴 - 사이먼 아셔
- 그레이엄 로저스 - 케일러브 하스
- 아나벨 아코스타 - 나탈리 바스케스
- 릭 코스넷 - 엘리아스 하퍼
- 안나 카자 - 시타 패리쉬
- 마크 펠레그리노 - 클레이튼
- 제이컵 아티스트 - 브랜든 플레처